# Jefferson Barracks Military Post
Les Jefferson Barracks Military Post, construites en 1826, étaient une école militaire et une caserne de l'US Army située sur les berges du Mississippi à Lemay, près de Saint Louis dans le Missouri. Les installations furent en service jusqu'en 1946, elles sont maintenant devenue un parc public, un cimetière national, un hôpital pour les vétérans de l'armée et une école primaire. Le site est inscrit au Registre national des lieux historiques des États-Unis.

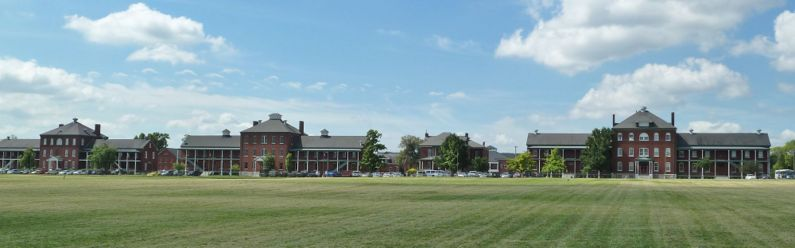
Jefferson Barracks.